# 1720-talet

## Händelser
- 1721 – Slutet av stora nordiska kriget genom freden i Nystad. Den svenska stormaktstiden är över. Den följande perioden kallas frihetstiden.
- 1724 – Jonas Alströmer får privilegier på ett manufakturverk i Alingsås och börjar sin verksamhet, bestående av potatisodling och framställning av tobaksvaror.
- 1726 – I Sverige införs konventikelplakatet (upphävt 1858), som förbjuder privata gudstjänster. Pietismen kom till Sverige med hemvändande soldater, och kyrkans auktoritet har börjat svikta.
- 1728 - Dansk-ryske upptäcktsresanden Vitus Bering passerar Berings sund.

## Födda
- 1728 – James Cook (död 1779), engelsk upptäcktsresande.
- 1729
  - Anders Chydenius (död 1803), svensk präst och nationalekonomisk skriftställare.
  - Katarina II (död 1796), rysk kejsarinna från 1762.

## Avlidna
- 1727 – Isaac Newton (född 1643), engelsk fysiker och matematiker.